# MTV Europe Music Award в номінації «Найкращий виконавець»
Нижче наведено список переможців та номінантів премії MTV Europe Music Awards в номінації Найкращий виконавець.

## Переможці та номінанти
| Рік  | Категорія                       | Переможець     | Номінанти                                        |
| ---- | ------------------------------- | -------------- | ------------------------------------------------ |
| 2007 | Найкращий сольний виконавець    | Авріл Лавін    | - Ріанна                                         |
| 2008 | Найкращий виконавець 2008 року  | Брітні Спірс   | - Емі Вайнгауз - Coldplay - Леона Льюїс - Ріанна |
| 2008 | Найкращий виконавець усіх часів | Рік Естлі      | - U2                                             |
| 2009 | N/A                             | N/A            | N/A                                              |
| 2010 | N/A                             | N/A            | N/A                                              |
| 2011 | N/A                             | N/A            | N/A                                              |
| 2012 | N/A                             | N/A            | N/A                                              |
| 2013 | N/A                             | N/A            | N/A                                              |
| 2014 | N/A                             | N/A            | N/A                                              |
| 2015 | N/A                             | N/A            | N/A                                              |
| 2016 | N/A                             | N/A            | N/A                                              |
| 2017 | Найкращий виконавець            | Шон Мендес     | - Тейлор Свіфт                                   |
| 2018 | Найкращий виконавець            | Каміла Кабелло | - Post Malone                                    |

## Статистика
Статистика з урахуванням церемонії 2018 року.
| Виконавець | Виконавець | Виконавець | Виконавець |
| ---------- | ---------- | ---------- | ---------- |
| 23         | 11         | Жінки      |            |
| 23         | 8          | Чоловіки   |            |
| 23         | 4          | Гурт       |            |

| 7 | 10 | США       |
| 7 | 5  | Англія    |
| 7 | 4  | Канада    |
| 7 | 1  | Барбадос  |
| 7 | 1  | Німеччина |
| 7 | 1  | Ірландія  |
| 7 | 1  | Ліван     |

| Номінанти | Номінанти        |
| --------- | ---------------- |
| 2         | Аріана Ґранде    |
| 2         | Брітні Спірс     |
| 2         | Крістіна Агілера |
| 2         | Ед Ширан         |
| 2         | Ріанна           |
| 2         | Шон Мендес       |